# Darline Desca
Darline Desca est une chanteuse haïtienne née à Port-au-Prince en 1983 

## Biographie
Son intérêt pour la musique a été manifesté dès son plus jeune âge. Elle a fait ses études universitaires en gestion des petites et moyennes entreprises à l'Université Quisqueya. Elle a entamé une carrière de chanteuse en 2006 et en 2009 elle sortait son premier titre «Ou brase m», signé B.I.C. Darline Desca en 2010, a dédiée au victimes du séisme du 12 janvier en Haïti "pa lage" ce qui lui permet une vue internationale. En Juin 2013, elle signe son premier album studio intitulé "A plein temps".
Le 12 avril 2019, à l’occasion de ses dix ans de carrière, elle a été en concert à FOKAL. En 2015, elle a été finaliste du «Prix Découverte RFI». Elle est connue à Cuba, au Lamentin Jazz Project en Martinique, la Carifesta Haïti, au Kayenn Jazz Festival en Guyane française, au World and Creole Music Fest, à l’île de la Dominique, en République dominicaine, en Europe et aux États-Unis. En 2017, elle reçoit à Orlando le prix «Meilleure Chanteuse Solo». En août 2022, elle publie «Matelo».

## Distinctions
- 2015, finaliste du «Prix Découverte RFI».
- 2017, prix «Meilleure Chanteuse Solo» à Orlando.

## Discographie
- A plein temps, 2013
- Rendez-vous, 2016
- Filles des Caraïbes (Single), 2017
- Pik Makaya, 2018
- Matelo, 2022
- Fas a Fas, 2023